# José Francisco Navarro Arzac

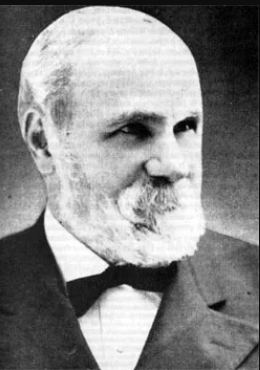
José Francisco Navarro Arzac.

José Francisco Navarro Arzac (San Sebastián, España, 21 de marzo de 1823-Nueva York, Estados Unidos, 3 de febrero de 1909) fue in ingeniero, inventor y empresario español. Tuvo una de las 20 mayores fortunas de los Estados Unidos.

## Familia
Descendía del almirante Juan José Navarro de Viana, que en 1744 derrotó a los ingleses en Tolón, Francia, recibiendo por ello el marquesado de la Victoria y el derecho para los primogénitos de las generaciones posteriores a ingresar como guardias marinas en la Escuela Naval.
Su padre fue Nicolás Navarro, de San Sebastián, y su madre María Fernanda de Arzac, de Alza. Su tío y padrino de bautizo, José Francisco de Arzac, fue alcalde de San Sebastián.

## Biografía
José Francisco entró como cadete en la Escuela Naval de Cádiz en 1835. En 1838 se instaló en La Habana, Cuba, donde su tío tenía un taller mecánico en el cual trabajó durante un año, mientras cursaba estudios técnicos en la Universidad de La Habana. Terminó ejerciendo también como profesor de esta universidad.
Viajó a Estados Unidos en 1840 y estudió ingeniería en Baltimore mientras trabajaba en la naviera Kirkland & Chase. Regresó a Cuba en 1843 y encontró trabajo en Cárdenas, en las obras del ferrocarril. En este lugar desarrolló su primer invento, el parachispas: una capucha de tela metálica que se colocaba en las chimeneas de las locomotoras, evitando que sus chispas saltasen y produjesen incendios. Años después, aplicó este invento en las locomotoras del ferrocarril elevado de Nueva York.
Vendió la patente del parachispas y, en 1844, creó la empresa Casanova, Navarro y Cía (1844), dedicada al comercio marítimo.

### En Nueva York

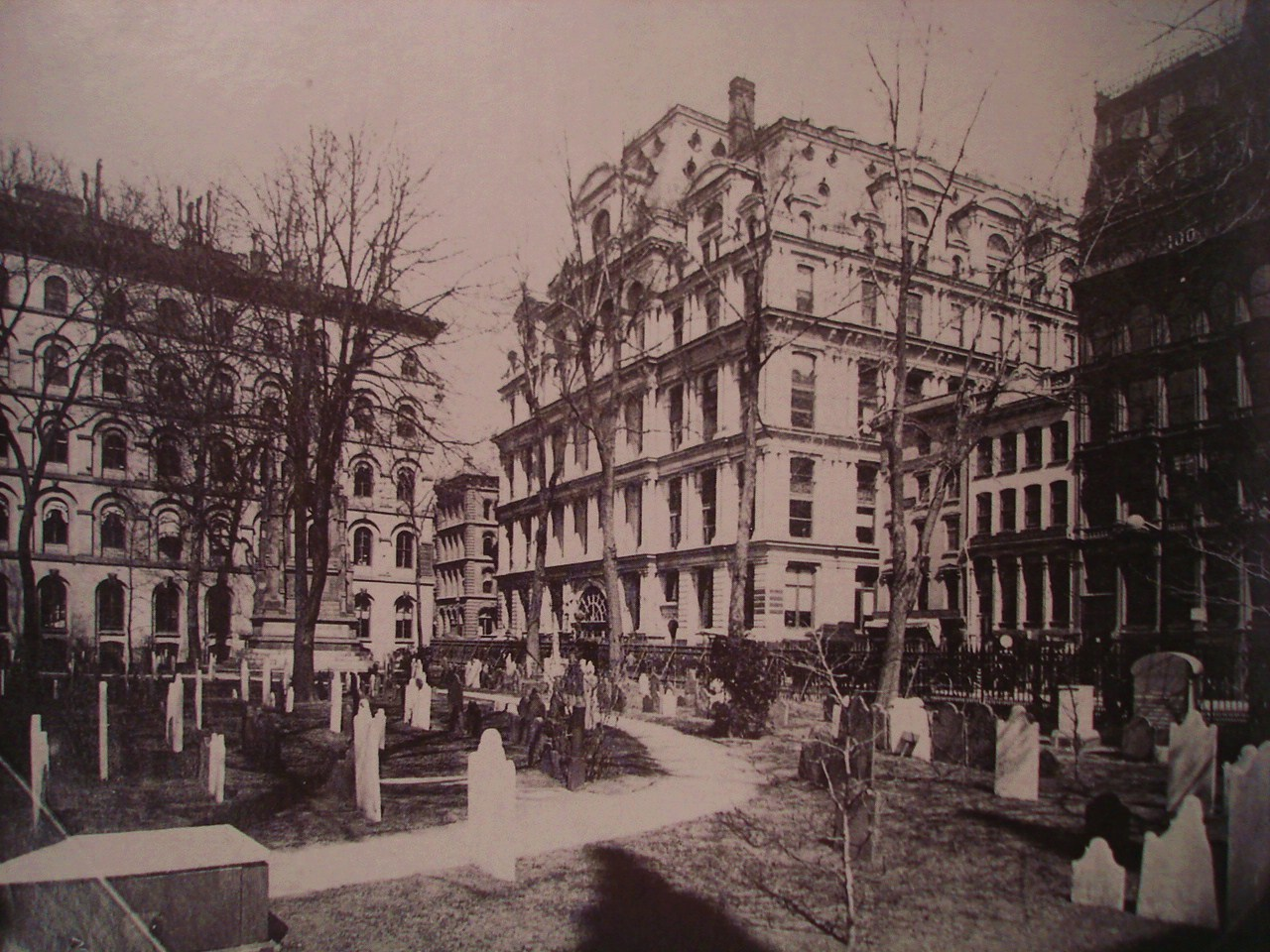
El Equitable Life Building.

En 1855 se instaló en Nueva York y en 1857 se casó con Ellen Amelia Dyckers, hija de un rico financiero.
Conservaría siempre la nacionalidad española.
Se asoció con los hermanos José María y Antonio Mora, de Cuba, y creó en 1855 la compañía marítima Hermanos Mora y Navarro, dedicada al comercio del azúcar con Cuba. Para este comercio, en 1859 construyó el primer barco a vapor de hierro de la historia de los Estados Unidos, el «Matanzas».
En 1859 colaboró con Henry Hyde, con quien siempre mantuvo amistad y relación empresarial, en la fundación de la compañía de seguros The Equitable Life Assurance Society of the United States, que tuvo una filial en España llamada La Equitativa. En 1870 esta compañía trasladó su sede al Equitable Life Building, en Broadway. Fue el primer edificio de oficinas con ascensor de la ciudad. Desafortunadamente, fue destruido por un incendio en 1912 y sustituido por el actual Equitable Building en 1915.
En 1865 creó la naviera United States & Brazil Mail Steamships Company, que se dedicó principalmente al transporte de correo entre Brasil y Estados Unidos y que contaba con una subvención anual de ambos gobiernos. Como apoyo a las operaciones de esta naviera Navarro fundó en 1867 la Commercial Warehouse Company, con almacenes, muelles y agencia bancaria para los barcos del puerto de Nueva York. La recesión económica que comenzó en 1873 terminó por provocar la quiebra de la compañía en 1876.
Paralelamente, en 1867 fundó la Hydraulic Machine Company, para fabricar contadores de agua para Nueva York, y en 1871 creó la Ingersoll Rock Drill Company, para desarrollar un taladro perforador de roca inventado por Simon Ingersoll. La Hydraulic Machine Company fue absorbida en 1886 por la Ingersoll Rock Drill Company.
Navarro jamás olvidó su origen. Visitó San Sebastián junto con su familia en 1867.
En 1878 Navarro se asoció con Cornelius Garrison y George Pullman para construir el ferrocarril elevado metropolitano de la Sexta Avenida, lo que convirtió a Nueva York en la primera ciudad del mundo en contar con un ferrocarril elevado. Bajo la línea ferroviaria seguían circulando tranvías y carruajes a caballo. La empresa constructora de Navarro, la New York Loan & Improvement Company, fue la que contrató la construcción y equipamiento de este ferrocarril. Navarro se desprendió de sus acciones en este proyecto en 1881, obteniendo un importante beneficio. Esta estructura se mantuvo en uso hasta 1938.
También fue el promotor de Navarro Apartments, un complejo de ocho edificios, cada uno con el nombre de una ciudad de la península ibérica: Madrid, Córdoba, Granada, Valencia, Lisboa, Barcelona, Salamanca y Coímbra. Este complejo se encontraba frente a Central Park. Estos edificios, de ocho pisos de altura, fueron los primeros edificios de viviendas con ascensor. Su construcción terminó en 1883 y se hicieron con una inversión aproximada de 6 millones de dólares. Desafortunadamente, fueron demolidos en 1927.
En 1882, Thomas Alva Edison se hizo cargo de la iluminación eléctrica pública de una zona de Manhattan. Edison creó empresas para el desarrollo de sus trabajos relacionados con la luz. Navarro colaboró con ellas financieramente y ocupando cargos directivos. Edison cedió a Navarro sus derechos sobre su invento para usarlo en la iluminación de los territorios españoles de Ultramar. Con este fin, en 1882 ambos constituyeron la Edison Spanish Colonial Light Company.
En 1872 empezó a producirse en Estados Unidos el cemento Portland, procedente originalmente de Inglaterra. Desde 1883 Navarro se dedicó al estudio y fabricación de este cemento. Empezó comprando una patente y desarrolló importantes mejoras en los procesos de producción en las fábricas que fue constituyendo. En 1899 todas sus cementeras se fusionaron en la empresa Atlas Portland Cement Company, que se convirtió en líder del cemento en los Estados Unidos. En 1904 comenzó a suministrar cemento para la obra del Canal de Panamá, llegando a ser su suministrador casi exclusivo. La empresa pasó a ser la mayor productora de cemento Portland del mundo.